# Follow the Leader (album Eric B. & Rakim)
| Recensione                    | Giudizio |
| ----------------------------- | -------- |
| AllMusic                      | [ 2 ]    |
| Robert Christgau              | A−       |
| Los Angeles Times             | [ 4 ]    |
| Pitchfork                     | [ 5 ]    |
| Rolling Stone                 | [ 6 ]    |
| The Rolling Stone Album Guide | [ 7 ]    |
| Spin                          | [ 8 ]    |

Follow the Leader è il secondo album del duo hip hop statunitense Eric B. & Rakim, pubblicato nel 1988 da Uni Records. L'album fu prodotto dal duo con alcuni contributi del fratello di Eric B., Stevie Blass Griffin. È inserito nella lista della rivista specializzata The Source tra i 100 migliori album hip hop di sempre.

## Tracce
Testi e musiche di Eric Barrier, William Griffin.
1. Follow the Leader – 5:36
2. Microphone Fiend – 5:17
3. Lyrics of Fury – 4:15
4. Eric B. Never Scared – 5:21
5. Just a Beat – 2:07
6. Put Your Hands Together – 5:15
7. To the Listeners – 4:32
8. No Competition – 3:52
9. The R – 3:55
10. Musical Massacre – 4:29
11. Beats for the Listeners – 4:08

## Campionamenti
| #  | Titolo                    | Samples | Durata |
| -- | ------------------------- | --- | ------ |
| 1  | "Follow the Leader"       | - "Nautilus" by Bob James - "Listen To Me" by Baby Huey - "I Wouldn't Change a Thing" by Coke Escovedo - "I Know You Got Soul" by Eric B. & Rakim | 5:36   |
| 2  | "Microphone Fiend"        | - "Schoolboy Crush" by The Average White Band - "Change le Beat" by B-Side & Fab Five Freddy                                                      | 5:17   |
| 3  | "Lyrics of Fury"          | - "Funky Drummer" by James Brown - "No Head, No Backstage Pass" by Funkadelic                                                                     | 4:15   |
| 4  | "Eric B. Never Scared"    | - "Those Shoes" by the Eagles - "Get Up, Stand Up" by Bob Marley & The Wailers                                                                    | 5:21   |
| 5  | "Just a Beat"             | - "Pussyfooter" by Jackie Robinson | 2:07   |
| 6  | "Put Your Hands Together" | - "Long Red" by Mountain - "Handclapping Song" by The Meters - "Give It To You" by Upp - "Scratchin" by Magic Disco Machine                       | 5:15   |
| 7  | "To the Listeners"        | - "God Make Me Funky" by The Headhunters | 4:32   |
| 8  | "No Competition"          | - "Space Funk" by Manzels | 3:52   |
| 9  | "The R"                   | - "Rock Creek Park" by The Blackbyrds - "Space Funk" by Manzels                                                                                   | 3:55   |
| 10 | "Musical Massacre"        | - "It's Just Begun" by Jimmy Castor Bunch - "Change Le Beat" by B-Side & Fab Five Freddy - "I Know You Got Soul" by Eric B. & Rakim               | 4:29   |
| 11 | "Beats for the Listeners" | - "God Make Me Funky" by The Headhunters | 4:08   |